# 8320 van Zee
8320 van Zee (1955 RV) là một tiểu hành tinh vành đai chính được phát hiện ngày 13 tháng 9 năm 1955 by Chương trình tiểu hành tinh Indiana ở Đài thiên văn Goethe Link, Brooklyn, Indiana. The name honors Liese van Zee, a member of the faculty thuộc Đại học Indiana's astronomy department.